# Прейс, Георгий Андреевич
Георг Генрих (Гео́ргий (Его́р) Андре́евич) Прейс (1819—1892) — архитектор, академик Императорской Академии художеств, член Римской академии изящных искусств. Отец архитектора К. Г. Прейса.

## Биография
Аттестован Императорской Академией художеств званием неклассного художника (1842) за «проект торговых бань». Звание академика (1859). Член Римской академии изящных искусств (1861).
Состоял архитектором 1-го округа МПС (с 1844), Ораниенбаумского дворцового управления (1854–1860), дворца великой княгини Елены Павловны и Екатерины Михайловны (1860–1888). Работал на Каменном острове. Почётный член попечительского совета Свято-Троицкого богадельного дома в Ораниенбауме. Надворный советник.
Имел награды: орден Святого Владимира 4-й степени (1882).

## Проекты и постройки
Среди основных построек в Петербурге: ряд доходных домов: 8-я линия Васильевского острова, 47 (1853); Рижский пр., 22 (1854), Псковская ул., 14 (1862); дачи М. Ф. Руадзе (1864) и А. М. Серебрякова (1874), придворные служебные дома, оранжереи и богадельня в Ораниенбауме.
- Доходный дом (левая часть, включение в существующее здание). Санкт-Петербург. 8-я линия, 47 (1853)
- Жилой дом. Ломоносов. Верхний парк, 6 (1855)[7]
- Училищный дом. Ломоносов. Еленинская ул., 4 (1864)[8]
- Доходный дом (надстройка). Санкт-Петербург. Рижский пр., 22 — Ревельский пер., 1 (1854)
- Дворцовые оранжереи. Александровская оранжерея. Ломоносов. Краснофлотское шоссе, 2А (1850-е)[9]
- Дворцовые оранжереи. Персиковая оранжерея. Ломоносов. Краснофлотское шоссе, 4Б — Краснофлотское шоссе, 4В (1850-е)[10]
- Дворцовые оранжереи. Ананасная оранжерея. Ломоносов. Краснофлотское шоссе, 4А (1850-е)[11]
- Жилой дом. Санкт-Петербург. 8-я линия ВО, 49 (1850-е)[12]
- Дом Е. З. Броун (перестройка). Санкт-Петербург. Псковская ул., 14 (1862)[13]
- Дача М. Ф. Руадзе. Малой Невки наб., 33А (1865)[14]
- Свято-Троицкий богадельный дом. Ломоносов. Оранжерейная ул., 18 (1871)[15]
- Дача А. М. Серебрякова[16]. Наб. М. Невки, 5 (1874)
- Дача П. С. Петровой. Малой Невки наб., 12 (1880-е)[17]